# باشگاه فوتبال الزلفی
باشگاه فوتبال الزلفی (انگلیسی: Al-Zulfi FC) یک باشگاه فوتبال مستقر در زلفی، عربستان سعودی است که در حال حاضر در لیگ دسته اول فوتبال عربستان سعودی، دومین سطح لیگ فوتبال در این کشور به فعالیت می‌پردازد. 